# 1994 no desporto

## Agenda
- Jogos Olímpicos de Inverno, em Lillehammer (Noruega), de 12 a 27 de Fevereiro.
- Tem lugar em Lisboa, entre 20 e 24 de julho, a quinta edição dos Campeonatos do Mundo de juniores em atletismo.

## Atletismo
- 11 de Março - A atleta portuguesa Fernanda Ribeiro sagra-se, em Paris, campeã da Europa nos 3000 metros de pista coberta.
- 26 de Março - A selecção feminina de Portugal vence, em Budapeste, o Campeonato do Mundo de Crosse.
- 6 de Julho - O norte-americano Leroy Burrell bate o recorde mundial dos 100 metros, no meeting de Lausanne, ao fazer 9.85 segundos, menos um centésimo que o anterior máximo de Carl Lewis.

## Automobilismo
- 15 de Janeiro - Pierre Lartigue e Hubert Auriol vencem o Rali Paris–Dakar Rally.
- 18 de Janeiro - Christian Fittipaldi fecha acordo com a Footwork para a temporada de 1994.[1]
- 25 de Março - Ayrton Senna é mais rápido no primeiro treino classificatório do GP do Brasil de Fórmula 1.
- 26 de Março - Senna melhora o tempo e larga na pole position no GP do Brasil.
- 27 de Março - Michael Schumacher vence o GP do Brasil, Rubens Barrichello termina em 4º lugar, Senna e Christian Fittipaldi abandonaram a prova. A prova foi marcada pelo triplo acidente na 36ª volta, na reta Oposta. O norte-irlandês Eddie Irvine da Jordan envolveu o holandês Jos Verstappen da Benetton, o francês Eric Bernard da Ligier e o inglês Martin Brundle da McLaren. A direção prova culpou Irvine, que estará suspenso no GP do Pacífico.[2]
- 4 de Março - O finlandês Juha Kankkunen vence o Rali de Portugal.
- 6 de Abril - A Ferrari informa que Jean Alesi não vai pilotar no GP do Pacífico. O francês sofreu um grave acidente no dia 30 de Março nos treinos com sua Ferrari em Mugello. Para a prova em Aida, o italiano Nicola Larini, piloto de testes da equipe, é convocado para pilotar o carro número 27.[3]
- 7 de Abril - A FIA aumenta a supensão de Eddie Irvine. O piloto da Jordan, que não pilotará no GP do Pacífico, estará ausente também nos GPs: San Marino e Mônaco. Irvine retorna na Espanha.[4]
- 12 de Abril - Aguri Suzuki pilotará o Jordan nº 15 do suspenso Eddie Irvine no GP do Pacífico.[5]
- 16 de Abril - Sem ser ameaçado no segundo treino classificatório, Senna larga na pole no GP do Pacífico.
- 17 de Abril - Schumacher vence o GP do Pacífico e Barrichello termina em 3º, seu primeiro pódio na carreira e também é o primeiro pódio de um piloto da Jordan, Christian é 4º e Senna abandona a prova prematuramente. A corrida de Senna resumiu-se apenas à curva 1, depois que foi tirado da pista pela McLaren do finlandês Mika Häkkinen, e abandonou logo depois de ter o carro atingido pela Ferrari de Nicola Larini.
- 22 de Abril - Para os GPs de San Marino e Mônaco, a Jordan confirma Andrea de Cesaris na vaga do suspenso Irvine.[6]
- 29 de Abril - Senna é o mais rápido no primeiro treino classificatório para o GP de San Marino, mas a sessão foi marcada pelo forte acidente de Rubens Barrichello. O acidente de Barrichello aconteceu na entrada da Variante Baixa. O brasileiro da Jordan não pilotará no segundo dia de treinamento e a prova de domingo.[7]
- 30 de Abril - O austríaco Roland Ratzenberger bate forte com seu Simtek no muro da curva Villeneuve no segundo treino classificatório. Com o choque, Ratzenberger teve fraturas múltiplas no crânio e no pescoço. Abalado com o acidente do colega de profissão, Senna desiste de treinar e o mesmo faz Benetton e Sauber. O tempo do brasileiro da Williams não é superado e ele garante a 65ª (e última) pole de sua carreira.[8]. A notícia da morte do piloto austríaco chegou em Ímola às 15 horas e 5 minutos e há suspeitas que ele tenha morrido ainda no autódromo.[9]
- 1º de Maio - Michael Schumacher vence o GP de San Marino, com Nicola Larini em 2º lugar (seu único pódio na carreira) e Mika Hakkinen em 3º lugar. O piloto brasileiro Ayrton Senna da Williams bate forte na curva Tamburello e falece ao sofrer um grave acidente no início do GP de San Marino. Na parte final da prova, um pneu traseiro direito mal fixado na Minardi de Michele Alboreto se solta quando ele saía dos boxes e acerta seis pessoas: três mecânicos da Ferrari, um da Lotus, um da Benetton e um comissário.[10]
- 12 de Maio - O austríaco Karl Wendlinger bate forte nos treinos livres do GP de Mônaco. O Sauber nº 29 do piloto bate forte no guard rail do circuito de Mônaco a 240 km/h. Piloto entrou em coma.[11] No primeiro treino classificatório, Schumacher é o mais rápido.[12]
- 14 de Maio - Schumacher melhora seu tempo no segundo treino classificatório e pela primeira vez na carreira larga na pole do GP de Mônaco.[13]
- 15 de Maio - Schumacher vence o GP de Mônaco, Martin Brundle é 2º, Gerhard Berger em 3º e Michele Alboreto em 6º lugar marcando um ponto, o último na carreira do piloto milanês. É a primeira prova do campeonato sem Ayrton Senna.
- 15 de Maio - O norte-americano Al Unser Jr vence pela segunda vez as 500 Milhas de Indianápolis e o estreante na classe, o canadense Jacques Villeneuve termina em 2º lugar na tradicional prova.
- 26 de Maio - O escocês David Coulthard é oficializado como piloto titular na Williams. O piloto de 23 anos vai estrear no GP da Espanha e conduzirá o carro #2.[14]
- 27 de Maio - Andrea de Cesaris substituirá Karl Wendlinger no GP do Canadá.[15]
- 28 de Junho - Para recuperar a credibilidade e o espetáculo da Fórmula 1, Nigel Mansell confirma que vai conduzir o Williams número 2 no GP da França. O anúncio foi feito em uma concorrida entrevista coletiva em Brands Hatch, onde o campeão da F-1 de 1992 testou o carro. Ele foi liberado por sua equipe na Fórmula Indy, a Newman Haas, para essa prova na França. Mansell tem nove provas para cumprir a temporada de 1994 da Fórmula Indy e negocia com Frank Williams para atuar as provas finais da F-1. Com o retorno de Il Leone, David Coulthard retorna à piloto de testes no time de Didcot.[16]
- 10 de Julho - O inglês Damon Hill vence o GP da Grã-Bretanha, em Silverstone. Em oito atuações na famosa pista, seu pai Graham jamais venceu.
- 31 de Julho - O austríaco Gerhard Berger vence o GP da Alemanha e acaba com o jejum de vitórias de 3 anos e 9 meses da Ferrari.[17] O pódio foi completado com os franceses da Ligier: 2º de Olivier Panis (primeiro pódio na categoria) e 3º de Eric Bernard (único na carreira). A prova ficou marcada pelo acidente envolvendo 10 carros após a largada.[18]
- 28 de Agosto - Rubens Barrichello larga na pole no GP da Bélgica. É a primeira pole do piloto na carreira, assim também como a primeira pole de um piloto da Jordan na categoria.
- 11 de Setembro - Jacques Villeneuve vence as 200 Milhas de Road America, a sua primeira vitória na categoria e Al Unser termina em 2º, sendo campeão da temporada com duas provas de antecedência. É o segundo (e último) título de Little Al na classe.[19]
- 13 de Novembro - Michael Schumacher é campeão do mundo na Fórmula 1 pela primeira vez. Ele se tornou o primeiro alemão a conquistar o título do Mundial de Pilotos da F-1, porém ficou maculada. Na 36ª volta, Schumacher liderava a corrida perseguido pelo seu desafiante Damon Hill. O alemão da Benetton cometeu um erro e saiu da pista, se chocando contra o muro de proteção. Conseguiu voltar, mas com o carro praticamente arruinado. Ao perceber que seria ultrapassado na curva seguinte, o alemão jogou seu carro no Williams do inglês e aconteceu o toque. Com o carro comprometido, Schumacher abandonou o carro e a prova e Hill continuou na pista, mas sentiu que sua suspensão estava avariada. Assim que chegou aos boxes, os mecânicos da Williams tentaram resolver o problema, mas com a suspensão comprometida, não havia outra solução imediata para que o inglês pudesse retornar ao circuito e terminar a prova para marcar 2 pontos (5º lugar) e ser campeão com 1 ponto de diferença. O suspense durou por três voltas da corrida. Logo depois, Schumacher, que já havia deixado seu carro, mas ainda se encontrava no local do acidente, se percebeu campeão quando torcedores, fiscais e a voz que saía dos alto-falantes começaram a festejá-lo.[20] Com o título decidido, Nigel Mansell vence o GP da Austrália, sua 31ª e última vitória na carreira.[21] Vice-campeão em 1985, Michele Alboreto realiza a última prova na carreira.

## Basquetebol
- 13 de Junho - A Seleção Feminina do Brasil é Campeã Mundial de basquete. As jogadoras brasileiras conquistaram o título inédito em sua história, derrotando a China por 96 a 87 na decisão do 12º Campeonato Mundial da categoria, em Sydney, Austrália. Foi a primeira vez que uma Seleção quebrou a hegemonia dos Estados Unidos e da União Soviética a serem Campeãs do Mundo.[22]

## Ciclismo
- 15 de Maio - O suíço Tony Rominger vence a Vuelta a Espanha em bicicleta.
- 12 de Junho - O russo Evgeni Berzin vence o Giro de Itália.
- 24 de Julho - O espanhol Miguel Indurain vence o Tour de França.
- 31 de Julho - A equipa espanhola Artiach vence o Prólogo da Volta a Portugal, disputado na cidade de Loulé.
- 1 de Agosto - 1.ª etapa da Volta a Portugal, disputada entre Quarteira e Tavira. Vitória de Massimo Strazzer, da Navigare.
- 2 de Agosto - 2.ª etapa da Volta a Portugal, entre Évora e Pombal, ganha por Massimo Strazzer, da Navigare.
- 3 de Agosto - 3.ª etapa da Volta a Portugal, um contra-relógio individual disputado entre Ílhavo e Vagos. Vitória de Orlando Rodrigues, da Artiach.
- 4 de Agosto - 4.ª etapa da Volta a Portugal, entre Vagos e Vila Nova de Gaia. Vitória de Massimo Strazzer, da Navigare.
- 5 de Agosto - 5.ª etapa da Volta a Portugal, entre Vila Nova de Gaia e Santo Tirso. Vitória de Pedro Silva, da Sicasal.
- 6 de Agosto - 6.ª etapa da Volta a Portugal, entre Santo Tirso e a Senhora da Graça, em Mondim de Basto. Vitória de Felice Puttini, da BRESCIALAT.
- 7 de Agosto - 7.ª etapa da Volta a Portugal, entre Mondim de Basto e Mirandela. Vitória de Walter Castignola, da Navigare.
- 8 de Agosto - 8.ª etapa da Volta a Portugal, entre Mirandela e Figueira de Castelo Rodrigo. Vitória de Pedro Silva, da Sicasal.
- 9 de Agosto - 9.ª etapa da Volta a Portugal, entre Figueira de Castelo Rodrigo e o Fundão. Vitória de Giuseppe Guerini, da Navigare.
- 10 de Agosto - 10.ª etapa da Volta a Portugal, entre a Covilhã e a Torre da Serra da Estrela. Vitória de Joaquim Gomes, do Boavista.
- 11 de Agosto - 11.ª etapa da Volta a Portugal, entre Belmonte e Abrantes, ganha por Roberto Pelliconi, da Brescialat.
- 12 de Agosto - 12.ª etapa da Volta a Portugal, entre Abrantes e as Caldas da Rainha. Vitória de Pedro Silva, da Sicasal.
- 13 de Agosto - 13.ª etapa da Volta a Portugal, um contra-relógio individual disputado em Alpiarça. Vitória de Vítor Gamito, da Sicasal.
- 14 de Agosto - Última etapa da Volta a Portugal, entre as Caldas da Rainha e Lisboa. Vitória de Pedro Silva, da Sicasal. Orlando Rodrigues, da Artiach, vence a sua primeira Volta a Portugal em Bicicleta.

## Futebol
- Janeiro:
- 25 de Janeiro:
  - O Guarani é campeão na Copa São Paulo de Futebol Júnior derrotando o São Paulo por 3 a 0 nas cobranças de penalidades, ja que no tempo normal terminou empatado em 1 a 1. É a primeiro título do bugre.
- Março:
- 8 de março:
  - O Clube Atlético do Porto de Caruaru se torna profissional 16 anos depois de sua fundação.
- Abril:
- 3 de Abril:
  - O São Paulo conquista seu 2º título na Recopa Sul-Americana.
- Maio:
- 11 de Maio:
  - A Internazionale conquista seu 2º título na Copa da UEFA.
- 18 de Maio:
  - O Milan conquista seu 5º título na Liga dos Campeões da UEFA.
- Julho:
- 17 de Julho:
  - O Brasil conquista seu 4º título no Copa do Mundo FIFA.
- Agosto:
- 10 de Agosto:
  - O Grêmio conquista seu 2º título na Copa do Brasil.
- 31 de Agosto:
  - O Vélez Sársfield conquista pela primeira vez a Copa Libertadores da América.
- Dezembro:
- 1 de Dezembro:
  - O Vélez Sársfield conquista pela primeira vez o título mundial Interclubes.
- 18 de Dezembro:
  - O Palmeiras é campeão brasileiro de 1994 ao empatar em 1 a 1 no Pacaembu contra o Corinthians. É o oitavo título[23] do Alviverde, que no jogo de ida venceu por 3 a 1, também no Pacaembu.
- 21 de Dezembro:
  - O São Paulo conquista pela primeira vez a Copa Conmebol.
- 7 de Janeiro - Manuel Damásio eleito presidente do Sport Lisboa e Benfica.
- 25 de Janeiro - Bobby Robson substitui Tomislav Ivic no comando técnico do FC Porto.
- 4 de Maio - O Arsenal conquista a Taça das Taças frente ao Parma.
- 25 de Maio - O Benfica conquista o título nacional de futebol.
- 7 de Setembro - Portugal inicia a fase de qualificação para o Campeonato Europeu de Futebol de 1996 com uma vitória na Irlanda do Norte.
- 9 de Outubro - Apuramento para o Euro 1996: Portugal vence 3-1 na Letónia.
- 13 de Novembro - Portugal vence Áustria por 1-0 na 3.ª jornada de apuramento para o Europeu de 1996.
- 18 de Dezembro - Maior goleada de sempre da história da selecção portuguesa de futebol, em jogo a contar para o Europeu de 1996: 8-0 ao Liechtenstein.

### Campeonato do Mundo de Futebol, EUA 1994
- 17 de Junho - Alemanha 1 - Bolívia 0 e Espanha 2 - Coreia do Sul 2
- 18 de Junho - Colômbia 1 - Roménia 3, EUA 1 - Suíça 1 e Itália 0 - Irlanda 1
- 19 de Junho - Camarões 2 - Suécia 2, Bélgica 1 - Marrocos 0 e Noruega 1 - México 0
- 20 de Junho - Brasil 2 - Rússia 0 e Holanda 2 - Arábia Saudita 1
- 21 de Junho - Alemanha 1 - Espanha 1, Argentina 4 - Grécia 0 e Nigéria 3 - Bulgária 0
- 22 de Junho - EUA 2 - Colômbia 1 e Roménia 1 - Suíça 4
- 23 de Junho - Bolívia 0 - Coréia do Sul 0 e Itália 1 - Noruega 0
- 24 de Junho - Brasil 3 - Camarões 0, Suécia 3 - Rússia 1 e México 2 - Irlanda 1
- 25 de Junho - Argentina 2 - Nigéria 1, Arábia Saudita 2 - Marrocos 1 e Bélgica 1 - Holanda 0
- 26 de Junho - EUA 0 - Roménia 1, Suíça 0 - Colômbia 2 e Bulgária 4 - Grécia 0
- 27 de Junho - Bolívia 1 - Espanha 3 e Alemanha 3 - Coreia do Sul 2
- 28 de Junho - Rússia 6 - Camarões 1, Brasil 1 - Suécia 1, Irlanda 0 - Noruega 1 e Itália 1 - México 1
- 29 de Junho - Marrocos 1 - Holanda 2 e Bélgica 0 - Arábia Saudita 1
- 30 de Junho - Grécia 0 - Nigéria 2 e Argentina 0 - Bulgária 2
- 2 de Julho - Alemanha 3 - Bélgica 2 e Suíça 0 - Espanha 3
- 3 de Julho - Arábia Saudita 1 - Suécia 3 e Roménia 3 - Argentina 2
- 4 de Julho - Holanda 2 - Irlanda 0 e Brasil 1 - EUA 0
- 5 de Julho - Nigéria 1 - Itália 2 e México 1 - Bulgária 1 (1-3 nos penalties)
- 9 de Julho - Itália 2 - Espanha 1 e Holanda 2 - Brasil 3
- 10 de Julho - Bulgária 2 - Alemanha 1 e Suécia 2 - Roménia 2 (5-4 nos penalties)
- 13 de Julho - Suécia 0 - Brasil 1 e Bulgária 1 - Itália 2
- 16 de Julho - Suécia 4 - Bulgária 1
- 17 de Julho - Final: Brasil 0 - Itália 0 (3-2 nos penalties)
- O Brasil sagra-se tetracampeão do Mundo de futebol.

## Voleibol
- 29 de Outubro - O Brasil vence a Rússia por 3 a 2 (15/7, 14/16, 12/15, 15/8 e 15/10) e disputa inédito título no Mundial feminino com Cuba, que venceu fácil a Coreia do Sul por 3 a 0 (15/4, 15/9 e 15/5).
- 30 de Outubro - Cuba vence fácil o Brasil por 3 a 0 (15/2, 15/10 e 15/5). É o segundo título da cubanas no Mundial.

## Wrestling
- - 20 de Março - Décimo evento anual Wrestlemania, realizado pela World Wrestling Federation, no Madison Square Guarden em New York.

## Nascimentos
| Data            | Nome                    | Profissão             | Nacionalidade        | Observações | Ref |
| --------------- | ----------------------- | --------------------- | -------------------- | ----------- | --- |
| 3 de Janeiro    | Isaquias Queiroz        | canoísta              | Brasil               |             |     |
| 5 de Janeiro    | Gustavo Scarpa          | Futebolista           | Brasil               |             |     |
| 12 de Janeiro   | Ane Marcelle dos Santos | Arqueira              | Brasil               |             |     |
| 12 de Janeiro   | Emre Can                | Futebolista           | Alemanha             |             |     |
| 16 de Janeiro   | Mateus Isaac            | Velejador             | Brasil               |             |     |
| 1 de Fevereiro  | Anderson Talisca        | Futebolista           | Brasil               |             |     |
| 2 de Fevereiro  | Elseid Hysaj            | Futebolista           | Albânia              |             |     |
| 4 de Fevereiro  | Alexia Putellas         | Futebolista           | Espanha              |             |     |
| 10 de Fevereiro | Kelvin Hoefler          | Skatista              | Brasil               |             |     |
| 10 de Fevereiro | Miguel Almirón          | Futebolista           | Paraguai             |             |     |
| 13 de Fevereiro | Memphis Depay           | Futebolista           | Holanda              |             |     |
| 16 de Fevereiro | Federico Bernardeschi   | Futebolista           | Itália               |             |     |
| 28 de Fevereiro | Arkadiusz Milik         | Futebolista           | Polónia              |             |     |
| 7 de Março      | Jordan Pickford         | Futebolista           | Inglaterra           |             |     |
| 11 de Março     | Andrew Robertson        | Futebolista           | Escócia              |             |     |
| 16 de Março     | Joel Embiid             | basquetebolista       | Camarões             |             |     |
| 16 de Março     | Pathé Ciss              | Futebolista           | Senegal              |             |     |
| 18 de Março     | Andres Maxsø            | Futebolista           | Dinamarca            |             |     |
| 28 de Março     | Léo Bonatini            | Futebolista           | Brasil               |             |     |
| 5 de Abril      | Jennifer Geerties       | Vôleibolista          | Alemanha             |             |     |
| 9 de Abril      | Rosamaria               | Vôleibolista          | Brasil               |             |     |
| 12 de Abril     | Eric Bailly             | Futebolista           | Costa do Marfim      |             |     |
| 20 de Abril     | Jordan Thompson         | Tenista               | Austrália            |             |     |
| 25 de Abril     | Janek Õiglane           | Atleta                | Estónia              |             |     |
| 26 de Abril     | Antônia                 | Futebolista           | Brasil               |             |     |
| 26 de Abril     | Daniil Kvyat            | Piloto                | Rússia               |             |     |
| 6 de Maio       | Ítalo Ferreira          | Surfista              | Brasil               |             |     |
| 6 de Maio       | Mateo Kovačić           | Futebolista           | Croácia              |             |     |
| 7 de Maio       | Nicole Silveira         | Piloto de Skeleton    | Brasil               |             |     |
| 14 de Maio      | Bronte Campbell         | Nadadora              | Austrália            |             |     |
| 14 de Maio      | Marquinhos              | Futebolista           | Brasil               |             |     |
| 16 de Maio      | Omos                    | Lutador               | Nigéria              |             |     |
| 18 de Maio      | Clint Capela            | Basquetebolista       | Suíça                |             |     |
| 19 de Maio      | Gabi                    | Vôleibolista          | Brasil               |             |     |
| 21 de Maio      | Tom Daley               | saltador              | Inglaterra           |             |     |
| 24 de Maio      | Daiya Seto              | nadador               | Japão                |             |     |
| 27 de Maio      | Aymeric Laporte         | Futebolista           | França               |             |     |
| 27 de Maio      | João Cancelo            | Futebolista           | Portugal             |             |     |
| 28 de Maio      | John Stones             | Futebolista           | Inglaterra           |             |     |
| 31 de Maio      | Thiago Monteiro         | Tenista               | Brasil               |             |     |
| 1 de Junho      | Giorgian De Arrascaeta  | Futebolista           | Uruguai              |             |     |
| 15 de Junho     | Lee Kiefer              | Esgrimista            | Estados Unidos       |             |     |
| 15 de Junho     | Vincent Janssen         | Futebolista           | Holanda              |             |     |
| 28 de Junho     | Trévor Clévenot         | Vôleibolista          | França               |             |     |
| 5 de Julho      | Shohei Otani            | Beisebolista          | Japão                |             |     |
| 17 de Julho     | Victor Lindelöf         | Futebolista           | Suécia               |             |     |
| 19 de Julho     | Luan Peres              | Futebolista           | Brasil               |             |     |
| 25 de Julho     | Bianka Buša             | Vôleibolista          | Sérvia               |             |     |
| 2 de Agosto     | Laura Pigossi           | Tenista               | Brasil               |             |     |
| 3 de Agosto     | Corentin Tolisso        | Futebolista           | França               |             |     |
| 9 de Agosto     | Alexander Djiku         | Futebolista           | Gana                 |             |     |
| 10 de Agosto    | Bernardo Silva          | Futebolista           | Portugal             |             |     |
| 13 de Agosto    | Joaquín Correa          | Futebolista           | Argentina            |             |     |
| 19 de Agosto    | André Stein             | Vôleibolista de praia | Brasil               |             |     |
| 23 de Agosto    | Jusuf Nurkić            | basquetebolista       | Bósnia e Herzegovina |             |     |
| 1 de Setembro   | Carlos Sainz Jr.        | Piloto                | Espanha              |             |     |
| 4 de Setembro   | Nicolae Negumereanu     | Artes Marciais Mistas | Romênia              |             |     |
| 5 de Setembro   | Hayley Raso             | Futebolista           | Austrália            |             |     |
| 7 de Setembro   | Irina Fetisova          | Vôleibolista          | Rússia               |             |     |
| 15 de setembro  | Rafael Macedo           | Judoca                | Brasil               |             |     |
| 15 de setembro  | Ricardo Horta           | Futebolista           | Portugal             |             |     |
| 16 de Setembro  | Aleksandar Mitrović     | Futebolista           | Sérvia               |             |     |
| 16 de Setembro  | Bruno Petković          | Futebolista           | Croácia              |             |     |
| 16 de Setembro  | Mina Popović            | Vôleibolista          | Sérvia               |             |     |
| 23 de Setembro  | Louisa Lippmann         | Vôleibolista          | Alemanha             |             |     |
| 13 de Outubro   | Yuta Watanabe           | Basquetebolista       | Japão                |             |     |
| 15 de Outubro   | Babar Azam              | Críquete              | Paquistão            |             |     |
| 18 de Outubro   | Pascal Wehrlein         | Piloto                | Alemanha             |             |     |
| 23 de Outubro   | Shavkat Rakhmonov       | Artes Marciais Mistas | Cazaquistão          |             |     |
| 31 de Outubro   | Sonia Malavisi          | Salto com Vara        | Itália               |             |     |
| 10 de Novembro  | Andre De Grasse         | Velocista             | Canadá               |             |     |
| 10 de Novembro  | Takuma Asano            | Futebolista           | Japão                |             |     |
| 12 de Novembro  | Gabriel Casagrande      | Automobilista         | Brasil               |             |     |
| 20 de Novembro  | Ng Ming Wei             | Taekwondo             | Singapura            |             |     |
| 21 de Novembro  | Saúl Ñíguez             | Futebolista           | Espanha              |             |     |
| 28 de Novembro  | Vinícius Rodrigues      | Atleta Paralímpico    | Brasil               |             |     |
| 29 de Novembro  | Zhu Ting                | Vôleibolista          | China                |             |     |
| 4 de Dezembro   | Leandro Trossard        | Futebolista           | Bélgica              |             |     |
| 6 de Dezembro   | Giannis Antetokounmpo   | Basquetebolista       | Grécia Nigéria       |             |     |
| 7 de Dezembro   | Yuzuru Hanyu            | Patinador Artístico   | Japão                |             |     |
| 8 de Dezembro   | Raheem Sterling         | Futebolista           | Inglaterra           |             |     |
| 24 de Dezembro  | Ève Périsset            | Futebolista           | França               |             |     |

## Mortes
| Data           | Nome                | Profissão           | Nacionalidade   | Observações | Ref |
| -------------- | ------------------- | ------------------- | --------------- | ----------- | --- |
| 15 de abril    | John Curry          | patinador artístico | Reino Unido     | n. 1949     |     |
| 19 de abril    | Dener               | futebolista         | Brasil          | n. 1971     |     |
| 30 de abril    | Roland Ratzenberger | automobilista       | Áustria         | n. 1960     |     |
| 1 de maio      | Ayrton Senna        | automobilista       | Brasil          | n. 1960     |     |
| 2 de julho     | Andrés Escobar      | futebolista         | Colômbia        | n. 1967     |     |
| 28 de agosto   | Rui Filipe          | futebolista         | Portugal        | n. 1963     |     |
| 12 de novembro | Wilma Rudolph       | atleta              | Estados Unidos  | n. 1940     |     |
| 13 de dezembro | Olga Rubtsova       | enxadrista          | União Soviética | n. 1909     |     |